# Çayırhan, Nallıhan
Çayırhan là một xã thuộc huyện Nallıhan, tỉnh Ankara, Thổ Nhĩ Kỳ. Dân số thời điểm năm 2011 là 9.039 người.